# Имел
Имелът (Viscum) е род двусемеделни растения от семейство Санталови (Santalaceae). Срещат се в умерените и тропически региони на Европа, Африка, Азия и Австралия. Имелите са полупаразитни храсти с дължина на клоните около 15 – 80 cm. Цветовете са почти незабележими, зеленикаво-жълти, с диаметър около 1 – 3 mm. Имелът е отровен за човека; поглъщането на която и да е част (плодове, листа) му води до остри стомашно-чревни разстройства, обезводняване, спадане на кръвното налягане и др. Расте кълбовидно върху своя гостоприемник. Вечнозелените му листа са твърди и кожести с жълтеникаво-зелен цвят. Гроздовидният плод е белезникав, малко стъклен, а отвътре слузест и лепкав. Птиците разпространяват по поляните лепкавото семе, което те остъргват по клоните с човката си или го изхвърлят несмляно с изпражненията си. Само така се осъществява размножаването му, тъй като е установено, че нито поставеното във вода, нито поставеното в пръст, семето покълва.
Имелът е голо полупаразитно храстче със стъбло, високо до 1 метър. Листата са срещуположни, жълто-зелени, продълговати, дълги до 2 – 8 cm, широки до 3 cm, без разклонения. Цветовете са дребни, събрани в сбити групички по 5 – 7 в пазвите на листата. Двудомно растение. Мъжките цветове са с 4-делно венче, без чашка и с 4 тичинки, сраснали с дяловете на венчето, а женските със слабо забележима 4-зъбчеста чашка и 4 венчелистчета във вид на месести люспи. Яйчникът е долен. Плодът е бяла кълбеста лепкава едносеменна ягода, която полепва по краката на птиците и по този начин се пренася по други дървета. Разклонява се вътре в дървесината на гостоприемника и образува мрежа, по която си доставя вода и соли.

## Класификация
Род Имел
- Viscum album – Бял имел
- Viscum articulatum
- Viscum bancroftii
- Viscum capense
- Viscum coloratum
- Viscum cruciatum
- Viscum diospyrosicola
- Viscum fargesii
- Viscum liquidambaricola
- Viscum loranthi
- Viscum minimum
- Viscum monoicum
- Viscum multinerve
- Viscum nudum
- Viscum orientale
- Viscum ovalifolium
- Viscum triflorum
- Viscum whitei
- Viscum yunnanense